# Wiener Gehörlosen Sportclub 1901
Der Wiener Gehörlosen Sportclub 1901 samt angeschlossenem Kulturverein ist der älteste Gehörlosensportverein Österreichs.

## Geschichte
Im Jahr 1898 wurden der Wiener Taubstummen Turnerklub und der Radsportclub Fulgur gegründet. Trainingsstunden fanden im 9. Bezirk statt. 1899 wurde eine Fußballabteilung gegründet, die abwechselnd auf der Schmelz und am Exerzierplatz der Kaiser-Franz-Josef-Kaserne trainierte. 1901 erfolgte unter Führung von Rudolf Glaser der Zusammenschluss zum Wiener Taubstummen Fußball- und Turnverein. Während des Ersten Weltkriegs kam die Vereinstätigkeit größtenteils zum Erliegen. 1930 nahmen Mitglieder des Vereins an der nationalen Abteilung zur Gehörlosen-Olympiade in Nürnberg teil. 1931 trat der Verein dem Österreichischen Gehörlosen-Sportverband bei. Mit dem Anschluss Österreichs wurde der Verein aufgelöst, die Aktivitäten wurden von NS-Organisationen fortgeführt. Nach 1945 begann in einem Vereinslokal in der Arbeitergasse die Wiederorganisation. 1946 wurde die Sektion Tischtennis gegründet.

1948 verstarb der Gründer Rudolf Glaser. Heinrich Prochazka würdigte in der Österreichischen Gehörlosenzeitung seine Verdienste mit den Worten: 

„Aus dem Wiener Gehörlosen Sportklub ist die geformte Sportbewegung der Gehörlosen Jugend Österreichs hervorgegangen, die sich immer weiter ausbreiten wird. Gerade jetzt, wo der Gehörlosen Sport in Österreich durch die 1. Internationalen Gehörlosen Winterspiele Seefeld einem Höhepunkt zustrebt, musste Rudolf Glaser von der Erde scheiden. Er durfte das große Ereignis nicht mehr erleben. Wir alle, nicht nur die alten Sportveteranen und die Sportjugend, auch die anderen Taubstummen Österreichs, sind ihn zu Dank verpflichtet; denn durch den Sport weiß es die breite Öffentlichkeit, dass die Gehörlosen in einer Gemeinschaft zusammenschlossen sind und dort ihr eigenes kulturelles Leben haben.“

 1949 wurde die Sektion Kegeln gegründet. Die 50-jährige Jubiläumsfeier 1951 wurde im Restaurant Münchner Hof in der Mariahilfer Straße gefeiert. 1974 wurde Funktionär Franz Neuweg mit dem Silbernen Verdienstabzeichen der Stadt Wien ausgezeichnet. 1978 wurde der Verein an die Arbeitsgemeinschaft für Sport und Körperkultur in Österreich (ASKÖ) angeschlossen. 1981 eröffnete Bundespräsident Kurt Waldheim das Haus der Gehörlosen im 10. Bezirk, das einen Fixpunkt der Gehörlosenkultur in Wien darstellt. Nach 1990 etablierten sich organisierte Ligen des Gehörlosensports. In diesen errangen Mannschaften des  Wiener Gehörlosen Sportclub 1901 zahlreiche Titel.